# Serie D 1977-1978
Il campionato di Serie D 1977-1978 fu la 28ª edizione del campionato interregionale di calcio di quarto livello disputata in Italia. La 19ª di Serie D.

## Stagione

### Novità

Il, vincitore del girone I

La FIGC decise la riforma della Lega Nazionale Semiprofessionisti, a cui la categoria apparteneva, per l'anno 1978. Le quattro migliori società di ogni girone di Serie D sarebbero state promosse nel nuovo campionato di Serie C2, mentre le restanti sarebbero rimaste in Serie D ad eccezione di cinque club scelti comunque per l'ascesa ad insindacabile giudizio della Lega di Firenze in ragione del loro bacino d'utenza. La FIGC decise poi comunque di largheggiare, e ripescò ulteriormente altre otto formazioni. La Serie D rimase un campionato gestito dalla Lega Nazionale Semiprofessionisti solo fino al 1981. Dal 1981, con il cambiamento della denominazione in Campionato Interregionale, sarebbe stato affidato alla Lega Nazionale Dilettanti.

## Regolamento
La normativa F.I.G.C. in vigore dalla stagione sportiva 1977-1978 stabiliva che, in caso di assegnazione di un titolo sportivo di promozione, alla fine del campionato si sarebbe dovuta disputare una gara di spareggio in campo neutro in caso di attribuzione del quarto posto in classifica; e al contrario di prendere in considerazione la differenza reti generale in caso di una o più società da classificare per stabilire una o più società retrocedeni nella categoria inferiore.

## Girone A
Il Cafasse Sociale gioca nella città di Torino.

### Classifica finale
|  | Pos. | Squadra          | Pt | G  | V  | N  | P  | GF | GS | DR  |
|  | ---- | ---------------- | -- | -- | -- | -- | -- | -- | -- | --- |
|  | 1.   | Imperia          | 50 | 34 | 17 | 16 | 1  | 47 | 17 | +30 |
|  | 2.   | Savona           | 48 | 34 | 17 | 14 | 3  | 35 | 15 | +20 |
|  | 3.   | Derthona         | 42 | 34 | 14 | 14 | 6  | 47 | 27 | +20 |
|  | 4.   | Albese           | 42 | 34 | 12 | 18 | 4  | 40 | 21 | +19 |
|  | 5.   | Sanremese        | 39 | 34 | 12 | 15 | 7  | 38 | 23 | +15 |
|  | 6.   | Novese           | 39 | 34 | 12 | 15 | 7  | 45 | 36 | +9  |
|  | 7.   | Sestri Levante   | 35 | 34 | 9  | 17 | 8  | 23 | 26 | -3  |
|  | 8.   | Arona            | 34 | 34 | 11 | 12 | 11 | 36 | 41 | -5  |
|  | 9.   | Borgomanero      | 32 | 34 | 10 | 12 | 12 | 35 | 35 | 0   |
|  | 10.  | Aosta            | 32 | 34 | 11 | 10 | 13 | 34 | 38 | -4  |
|  | 11.  | Ivrea            | 32 | 34 | 12 | 8  | 14 | 30 | 43 | -13 |
|  | 12.  | Entella Chiavari | 30 | 34 | 8  | 14 | 12 | 26 | 31 | -5  |
|  | 13.  | Albenga          | 30 | 34 | 12 | 6  | 16 | 27 | 38 | -11 |
|  | 14.  | Cuneo            | 29 | 34 | 7  | 15 | 12 | 28 | 33 | -5  |
|  | 15.  | Asti             | 28 | 34 | 9  | 10 | 15 | 32 | 32 | 0   |
|  | 16.  | Busca            | 26 | 34 | 7  | 12 | 15 | 17 | 39 | -22 |
|  | 17.  | Rivarolese       | 23 | 34 | 7  | 9  | 18 | 22 | 37 | -15 |
|  | 18.  | Cafasse Sociale  | 21 | 34 | 4  | 13 | 17 | 17 | 47 | -30 |

Legenda:
      Promossa in Serie C2 1978-1979.
      Promossa per rettifica al regolamento.
      Retrocessa in Promozione 1978-1979.
 Promozione diretta.
Regolamento:
Due punti a vittoria, uno a pareggio, zero a sconfitta.
Era in vigore il pari merito (tranne per la definizione delle promosse e retrocesse).
In caso di pari punti per l'attribuzione del primo posto in classifica si disputava uno spareggio.
In caso di pari punti in zona retrocessione si teneva conto della differenza reti generale.
Note:
La Sanremese è stata poi ammessa in Serie C2 1978-1979 per delibera della F.I.G.C..
L'Asti è stato poi riammesso in Serie D 1978-1979.
Il Cuneo rinuncia ad iscriversi alla Serie D 1978-1979 e ottiene l'autorizzazione dalla Lega Nazionale Dilettanti per ripartire dal campionato di Promozione 1978-1979.

## Girone B
La Rotaliana è una rappresentativa della città di Mezzolombardo.

### Classifica finale
|  | Pos. | Squadra       | Pt | G  | V  | N  | P  | GF | GS | DR  |
|  | ---- | ------------- | -- | -- | -- | -- | -- | -- | -- | --- |
|  | 1.   | Pavia         | 46 | 34 | 17 | 12 | 5  | 40 | 25 | +15 |
|  | 2.   | Legnano       | 43 | 34 | 14 | 15 | 5  | 35 | 19 | +16 |
|  | 3.   | Fanfulla      | 42 | 34 | 13 | 16 | 5  | 41 | 19 | +22 |
|  | 4.   | Vigevano      | 41 | 34 | 16 | 9  | 9  | 42 | 29 | +13 |
|  | 5.   | Rhodense      | 40 | 34 | 13 | 14 | 7  | 43 | 34 | +9  |
|  | 6.   | Aurora Desio  | 39 | 34 | 11 | 17 | 6  | 40 | 30 | +10 |
|  | 7.   | Tritium       | 38 | 34 | 11 | 16 | 7  | 26 | 23 | +3  |
|  | 8.   | Chievo        | 35 | 34 | 11 | 13 | 10 | 44 | 39 | +5  |
|  | 9.   | Romanese      | 35 | 34 | 10 | 15 | 9  | 42 | 39 | +3  |
|  | 10.  | Caratese      | 34 | 34 | 9  | 16 | 9  | 32 | 33 | -1  |
|  | 11.  | Solbiatese    | 32 | 34 | 8  | 16 | 10 | 37 | 30 | +7  |
|  | 12.  | Abbiategrasso | 32 | 34 | 8  | 16 | 10 | 31 | 33 | -2  |
|  | 13.  | Pro Sesto     | 32 | 34 | 8  | 16 | 10 | 22 | 25 | -3  |
|  | 14.  | Benacense     | 30 | 34 | 7  | 16 | 11 | 35 | 37 | -2  |
|  | 15.  | Trevigliese   | 28 | 34 | 7  | 14 | 13 | 23 | 34 | -11 |
|  | 16.  | Falck Vobarno | 28 | 34 | 9  | 10 | 15 | 30 | 49 | -19 |
|  | 17.  | Melzo         | 24 | 34 | 6  | 12 | 16 | 24 | 43 | -19 |
|  | 18.  | Rotaliana     | 13 | 34 | 3  | 7  | 24 | 22 | 68 | -46 |

Legenda:
      Promossa in Serie C2 1978-1979.
      Promossa per rettifica al regolamento.
      Retrocessa in Promozione 1978-1979.
 Promozione diretta.
Regolamento:
Due punti a vittoria, uno a pareggio, zero a sconfitta.
Era in vigore il pari merito (tranne per la definizione delle promosse e retrocesse).
In caso di pari punti per l'attribuzione del primo posto in classifica si disputava uno spareggio.
In caso di pari punti in zona retrocessione si teneva conto della differenza reti generale.
Note:
La Rhodense è stata poi ammessa in Serie C2 1978-1979 per delibera della F.I.G.C..

## Girone C
Il Montello è una rappresentativa della città di Volpago del Montello.
Il San Michele è una rappresentativa della città di Monfalcone.

### Classifica finale
|  | Pos. | Squadra             | Pt | G  | V  | N  | P  | GF | GS | DR  |
|  | ---- | ------------------- | -- | -- | -- | -- | -- | -- | -- | --- |
|  | 1.   | Monselice           | 42 | 34 | 16 | 10 | 8  | 44 | 25 | +19 |
|  | 2.   | Mestrina            | 39 | 34 | 14 | 11 | 9  | 43 | 27 | +16 |
|  | 3.   | Conegliano          | 39 | 34 | 11 | 17 | 6  | 37 | 25 | +12 |
|  | 4.   | Adriese             | 39 | 34 | 13 | 13 | 8  | 32 | 25 | +7  |
|  | 5.   | Dolo                | 38 | 34 | 12 | 14 | 8  | 33 | 28 | +5  |
|  | 6.   | Montebelluna        | 36 | 34 | 11 | 14 | 9  | 32 | 28 | +4  |
|  | 7.   | Abano               | 35 | 34 | 12 | 11 | 11 | 29 | 27 | +2  |
|  | 8.   | Montello            | 34 | 34 | 10 | 14 | 10 | 28 | 31 | -3  |
|  | 9.   | Mira                | 33 | 34 | 9  | 15 | 10 | 28 | 26 | +2  |
|  | 10.  | Sandonà             | 33 | 34 | 12 | 9  | 13 | 31 | 32 | -1  |
|  | 11.  | Pordenone           | 33 | 34 | 9  | 15 | 10 | 30 | 35 | -5  |
|  | 12.  | Venezia             | 33 | 34 | 8  | 17 | 9  | 23 | 29 | -6  |
|  | 13.  | Pro Tolmezzo        | 33 | 34 | 10 | 13 | 11 | 25 | 34 | -9  |
|  | 14.  | Legnago             | 32 | 34 | 10 | 12 | 12 | 35 | 38 | -3  |
|  | 15.  | Monfalcone          | 32 | 34 | 9  | 14 | 11 | 35 | 39 | -4  |
|  | 16.  | Belluno             | 29 | 34 | 6  | 17 | 11 | 34 | 38 | -4  |
|  | 17.  | Clodia Sottomarina  | 28 | 34 | 8  | 12 | 14 | 28 | 36 | -8  |
|  | 18.  | San Michele Monf.ne | 24 | 34 | 7  | 10 | 17 | 24 | 48 | -24 |

Legenda:
      Promossa in Serie C2 1978-1979.
      Retrocessa in Promozione 1978-1979.
Regolamento:
Due punti a vittoria, uno a pareggio, zero a sconfitta.
Era in vigore il pari merito (tranne per la definizione delle promosse e retrocesse).
In caso di pari punti per l'attribuzione del primo posto in classifica si disputava uno spareggio.
In caso di pari punti in zona retrocessione si teneva conto della differenza reti generale.
Note:
Il Monfalcone è stato poi ripescato in Serie D 1978-1979.

## Girone D
Il San Felice è una rappresentativa della città di San Felice sul Panaro.

### Classifica finale
|  | Pos. | Squadra              | Pt | G  | V  | N  | P  | GF | GS | DR  |
|  | ---- | -------------------- | -- | -- | -- | -- | -- | -- | -- | --- |
|  | 1.   | Carpi                | 45 | 34 | 16 | 13 | 5  | 41 | 23 | +18 |
|  | 2.   | Vis Pesaro           | 45 | 34 | 16 | 13 | 5  | 33 | 24 | +9  |
|  | 3.   | Civitanovese         | 43 | 34 | 14 | 15 | 5  | 51 | 18 | +33 |
|  | 4.   | Osimana              | 40 | 34 | 13 | 14 | 7  | 44 | 29 | +15 |
|  | 5.   | Anconitana           | 40 | 34 | 12 | 16 | 6  | 25 | 18 | +7  |
|  | 6.   | Imola                | 38 | 34 | 12 | 14 | 8  | 39 | 31 | +8  |
|  | 7.   | Fermana              | 34 | 34 | 13 | 8  | 13 | 43 | 33 | +10 |
|  | 8.   | Elpidiense           | 33 | 34 | 11 | 11 | 12 | 34 | 39 | -5  |
|  | 9.   | Russi                | 32 | 34 | 11 | 10 | 13 | 30 | 37 | -7  |
|  | 10.  | San Felice           | 32 | 34 | 9  | 14 | 11 | 22 | 30 | -8  |
|  | 11.  | Molinella            | 31 | 34 | 7  | 17 | 10 | 34 | 38 | -4  |
|  | 12.  | Bellaria Igea Marina | 31 | 34 | 8  | 15 | 11 | 31 | 35 | -4  |
|  | 13.  | Maceratese           | 31 | 34 | 9  | 13 | 12 | 25 | 31 | -6  |
|  | 14.  | Sassuolo             | 31 | 34 | 6  | 19 | 9  | 22 | 28 | -6  |
|  | 15.  | Vigor Senigallia     | 30 | 34 | 7  | 16 | 11 | 34 | 37 | -3  |
|  | 16.  | Fidenza              | 30 | 34 | 8  | 14 | 12 | 33 | 38 | -5  |
|  | 17.  | Suzzara              | 24 | 34 | 4  | 16 | 14 | 17 | 40 | -23 |
|  | 18.  | Cattolica            | 22 | 34 | 6  | 10 | 18 | 22 | 51 | -29 |

Legenda:
      Promossa in Serie C2 1978-1979.
      Promossa per rettifica al regolamento.
      Retrocessa in Promozione 1978-1979.
 Promozione diretta.
Regolamento:
Due punti a vittoria, uno a pareggio, zero a sconfitta.
Era in vigore il pari merito (tranne per la definizione delle promosse e retrocesse).
In caso di pari punti per l'attribuzione del primo posto in classifica si disputava uno spareggio.
In caso di pari punti in zona retrocessione si teneva conto della differenza reti generale.
Note:
L'Anconitana è stata poi ammessa in Serie C2 1978-1979 per delibera della F.I.G.C.. Inizialmente esclusa dalla C2, a seguito di spareggio perso con la ex aequo Osimana.
Il Fidenza è stato poi ripescato in Serie D 1978-1979.

### Spareggi

#### Spareggio promozione
|         | Risultati |            | Luogo e data             |
| ------- | --------- | ---------- | ------------------------ |
| Osimana | 0-0 (dts) | Anconitana | Macerata, 28 maggio 1978 |
|         |           |            |                          |

## Girone E

### Classifica finale
|  | Pos. | Squadra               | Pt | G  | V  | N  | P  | GF | GS | DR  |
|  | ---- | --------------------- | -- | -- | -- | -- | -- | -- | -- | --- |
|  | 1.   | Carrarese             | 50 | 34 | 20 | 10 | 4  | 55 | 24 | +31 |
|  | 2.   | Montecatini           | 46 | 34 | 14 | 18 | 2  | 45 | 21 | +24 |
|  | 3.   | Montevarchi           | 44 | 34 | 15 | 14 | 5  | 53 | 28 | +25 |
|  | 4.   | Sangiovannese         | 44 | 34 | 16 | 12 | 6  | 40 | 24 | +16 |
|  | 5.   | Cerretese             | 43 | 34 | 16 | 11 | 7  | 37 | 25 | +12 |
|  | 6.   | Viareggio             | 39 | 34 | 14 | 11 | 9  | 32 | 24 | +8  |
|  | 7.   | Rondinella Marzocco   | 39 | 34 | 10 | 19 | 5  | 38 | 31 | +7  |
|  | 8.   | Pietrasanta           | 34 | 34 | 13 | 8  | 13 | 35 | 33 | +2  |
|  | 9.   | Sansepolcro           | 33 | 34 | 9  | 15 | 10 | 24 | 28 | -4  |
|  | 10.  | Città di Castello     | 31 | 34 | 11 | 9  | 14 | 32 | 39 | -7  |
|  | 11.  | Piombino              | 30 | 34 | 10 | 10 | 14 | 30 | 37 | -7  |
|  | 12.  | Spoleto               | 28 | 34 | 6  | 16 | 12 | 33 | 39 | -6  |
|  | 13.  | Orbetello             | 28 | 34 | 8  | 12 | 14 | 28 | 38 | -10 |
|  | 14.  | Pontedera             | 28 | 34 | 7  | 14 | 13 | 25 | 42 | -17 |
|  | 15.  | Castellina in Chianti | 27 | 34 | 6  | 15 | 13 | 28 | 40 | -12 |
|  | 16.  | Monsummanese          | 25 | 34 | 7  | 11 | 16 | 30 | 42 | -12 |
|  | 17.  | Aglianese             | 24 | 34 | 7  | 10 | 17 | 26 | 45 | -19 |
|  | 18.  | Orvietana             | 19 | 34 | 3  | 13 | 18 | 19 | 50 | -31 |

Legenda:
      Promossa in Serie C2 1978-1979.
      Promossa per rettifica al regolamento.
      Retrocessa in Promozione 1978-1979.
 Promozione diretta.
Regolamento:
Due punti a vittoria, uno a pareggio, zero a sconfitta.
Era in vigore il pari merito (tranne per la definizione delle promosse e retrocesse).
In caso di pari punti per l'attribuzione del primo posto in classifica si disputava uno spareggio.
In caso di pari punti in zona retrocessione si teneva conto della differenza reti generale.
Note:
La Cerretese, e il Viareggio dopo spareggio con la ex aequo Rondinella M., sono stati poi ammessi in Serie C2 1978-1979 per delibera della F.I.G.C..

### Spareggi

#### Spareggio promozione
Lo spareggio si rese necessario giacché, a seguito della decisione della Federazione di allargare gli organici della costituenda Serie C2, i due sodalizi, entrambi intenzionati a salire di categoria, avevano chiuso il campionato a pari merito.
|           | Risultati |                     | Luogo e data              |
| --------- | --------- | ------------------- | ------------------------- |
| Viareggio | 1-1 (dts) | Rondinella Marzocco | Pontedera, 28 maggio 1978 |
|           |           |                     |                           |

## Girone F
Il Tor Sapienza è una rappresentativa della città di Roma.

### Classifica finale
|  | Pos. | Squadra       | Pt | G  | V  | N  | P  | GF | GS | DR  |
|  | ---- | ------------- | -- | -- | -- | -- | -- | -- | -- | --- |
|  | 1.   | ALMAS         | 44 | 34 | 15 | 14 | 5  | 44 | 31 | +13 |
|  | 2.   | LVPA Frascati | 42 | 34 | 16 | 10 | 8  | 53 | 30 | +23 |
|  | 3.   | Avezzano      | 41 | 34 | 16 | 9  | 9  | 35 | 22 | +13 |
|  | 4.   | Banco di Roma | 39 | 34 | 16 | 7  | 11 | 51 | 35 | +16 |
|  | 5.   | Frosinone     | 38 | 34 | 15 | 8  | 11 | 28 | 24 | +4  |
|  | 6.   | Civitavecchia | 37 | 34 | 10 | 17 | 7  | 30 | 29 | +1  |
|  | 7.   | L’Aquila      | 36 | 34 | 9  | 18 | 7  | 38 | 32 | +6  |
|  | 8.   | Torres        | 36 | 34 | 15 | 6  | 13 | 37 | 38 | -1  |
|  | 9.   | Nuorese       | 34 | 34 | 10 | 14 | 10 | 35 | 27 | +8  |
|  | 10.  | Pro Cisterna  | 34 | 34 | 12 | 10 | 12 | 33 | 39 | -6  |
|  | 11.  | Tuscania      | 34 | 34 | 8  | 18 | 8  | 30 | 37 | -7  |
|  | 12.  | Viterbese     | 33 | 34 | 11 | 11 | 12 | 36 | 34 | +2  |
|  | 13.  | Sant'Elena    | 32 | 34 | 13 | 6  | 15 | 36 | 44 | -8  |
|  | 14.  | Iglesias      | 31 | 34 | 11 | 9  | 14 | 28 | 33 | -5  |
|  | 15.  | Calangianus   | 30 | 34 | 12 | 6  | 16 | 31 | 36 | -5  |
|  | 16.  | Romulea       | 26 | 34 | 6  | 14 | 14 | 24 | 32 | -8  |
|  | 17.  | Alghero       | 24 | 34 | 8  | 8  | 18 | 31 | 55 | -24 |
|  | 18.  | Tor Sapienza  | 21 | 34 | 5  | 11 | 18 | 23 | 45 | -22 |

Legenda:
      Promossa in Serie C2 1978-1979.
      Promossa per rettifica al regolamento.
      Retrocessa in Promozione 1978-1979.
 Promozione diretta.
Regolamento:
Due punti a vittoria, uno a pareggio, zero a sconfitta.
Era in vigore il pari merito (tranne per la definizione delle promosse e retrocesse).
In caso di pari punti per l'attribuzione del primo posto in classifica si disputava uno spareggio.
In caso di pari punti in zona retrocessione si teneva conto della differenza reti generale.
Note:
Il Frosinone e il Civitavecchia sono stati poi ammessi in Serie C2 1978-1979 per delibera della F.I.G.C..
La Romulea e stata poi riammessa in Serie D 1978-1979.

## Girone G
L'Irpinia è una rappresentativa della città di Avellino.

### Classifica finale
|  | Pos. | Squadra           | Pt | G  | V  | N  | P  | GF | GS | DR  |
|  | ---- | ----------------- | -- | -- | -- | -- | -- | -- | -- | --- |
|  | 1.   | Formia            | 46 | 34 | 15 | 16 | 3  | 38 | 20 | +18 |
|  | 2.   | Casertana         | 42 | 34 | 13 | 16 | 5  | 30 | 15 | +15 |
|  | 3.   | Rende             | 42 | 34 | 17 | 8  | 9  | 38 | 27 | +11 |
|  | 4.   | Palmese           | 41 | 34 | 14 | 13 | 7  | 33 | 19 | +14 |
|  | 5.   | Savoia            | 41 | 34 | 15 | 11 | 8  | 39 | 23 | +16 |
|  | 6.   | Cassino           | 39 | 34 | 13 | 13 | 8  | 31 | 23 | +8  |
|  | 7.   | Puteolana         | 38 | 34 | 13 | 12 | 9  | 35 | 31 | +4  |
|  | 8.   | Juventus Stabia   | 37 | 34 | 11 | 15 | 8  | 30 | 25 | +5  |
|  | 9.   | Morrone Cosenza   | 32 | 34 | 9  | 14 | 11 | 32 | 39 | -7  |
|  | 10.  | Grumese           | 31 | 34 | 11 | 9  | 14 | 25 | 31 | -6  |
|  | 11.  | Irpinia           | 30 | 34 | 10 | 10 | 14 | 34 | 35 | -1  |
|  | 12.  | Ischia Isolaverde | 29 | 34 | 7  | 15 | 12 | 31 | 37 | -6  |
|  | 13.  | Nola              | 29 | 34 | 9  | 11 | 14 | 31 | 37 | -6  |
|  | 14.  | Gladiator         | 29 | 34 | 7  | 15 | 12 | 24 | 33 | -9  |
|  | 15.  | Terracina         | 29 | 34 | 9  | 11 | 14 | 24 | 34 | -10 |
|  | 16.  | Giugliano         | 29 | 34 | 9  | 11 | 14 | 31 | 45 | -14 |
|  | 17.  | Scafatese         | 28 | 34 | 12 | 4  | 18 | 33 | 38 | -5  |
|  | 18.  | Nuovo Napoli      | 20 | 34 | 3  | 14 | 17 | 15 | 42 | -27 |

Legenda:
      Promossa in Serie C2 1978-1979.
      Promossa per rettifica al regolamento.
      Retrocessa in Promozione 1978-1979.
 Promozione diretta.
Regolamento:
Due punti a vittoria, uno a pareggio, zero a sconfitta.
Era in vigore il pari merito (tranne per la definizione delle promosse e retrocesse).
In caso di pari punti per l'attribuzione del primo posto in classifica si disputava uno spareggio.
In caso di pari punti in zona retrocessione si teneva conto della differenza reti generale.
Note:
Il Savoia e il Cassino sono stati poi ammessi in Serie C2 1978-1979 per delibera della F.I.G.C..
Il Savoia era stato inizialmente escluso dalla S. C2, avendo perso lo spareggio con la ex aequo Palmese.

### Spareggi

#### Spareggio promozione
|         | Risultati |        | Luogo e data                     |
| ------- | --------- | ------ | -------------------------------- |
| Palmese | 1-0       | Savoia | Cava de' Tirreni, 28 maggio 1978 |
|         |           |        |                                  |

## Girone H
La Polisportiva Mola era una rappresentativa della città di Mola di Bari.

### Classifica finale
|  | Pos. | Squadra         | Pt      | G  | V  | N  | P  | GF | GS | DR  |
|  | ---- | --------------- | ------- | -- | -- | -- | -- | -- | -- | --- |
|  | 1.   | Gallipoli       | 44      | 32 | 18 | 8  | 6  | 41 | 18 | +23 |
|  | 2.   | Lanciano        | 44      | 32 | 16 | 12 | 4  | 35 | 21 | +14 |
|  | 3.   | Potenza         | 41      | 32 | 17 | 7  | 8  | 40 | 23 | +17 |
|  | 4.   | Monopoli        | 39      | 32 | 14 | 11 | 7  | 39 | 21 | +18 |
|  | 5.   | Francavilla     | 39      | 32 | 14 | 11 | 7  | 28 | 15 | +13 |
|  | 6.   | Bisceglie       | 34      | 32 | 12 | 10 | 10 | 21 | 17 | +4  |
|  | 7.   | Fasano          | 34      | 32 | 10 | 14 | 8  | 28 | 22 | +6  |
|  | 8.   | Lavello         | 33      | 32 | 10 | 13 | 9  | 23 | 25 | -2  |
|  | 9.   | Squinzano       | 32      | 32 | 12 | 8  | 12 | 30 | 28 | +2  |
|  | 10.  | Melfi           | 31      | 32 | 10 | 11 | 11 | 29 | 29 | 0   |
|  | 11.  | Martina         | 31      | 32 | 10 | 11 | 11 | 26 | 29 | -3  |
|  | 12.  | Rosetana        | 28      | 32 | 9  | 10 | 13 | 34 | 39 | -5  |
|  | 13.  | Mola            | 28      | 32 | 10 | 8  | 14 | 20 | 32 | -12 |
|  | 14.  | Nardò           | 27      | 32 | 8  | 11 | 13 | 25 | 32 | -7  |
|  | 15.  | Pineto          | 27      | 32 | 9  | 9  | 14 | 19 | 27 | -8  |
|  | 16.  | Virtus Casarano | 20      | 32 | 6  | 8  | 18 | 24 | 38 | -14 |
|  | 17.  | Manfredonia     | 12      | 32 | 2  | 8  | 22 | 11 | 57 | -46 |
|  | ---  | Andria          | escluso | 34 | 9  | 9  | 16 | 31 | 42 | -11 |

Legenda:
      Promossa in Serie C2 1978-1979.
      Promossa per rettifica al regolamento.
      Retrocessa in Promozione 1978-1979.
 Promozione diretta.
Regolamento:
Due punti a vittoria, uno a pareggio, zero a sconfitta.
Era in vigore il pari merito (tranne per la definizione delle promosse e retrocesse).
In caso di pari punti per l'attribuzione del primo posto in classifica si disputava uno spareggio.
In caso di pari punti in zona retrocessione si teneva conto della differenza reti generale.
Note:
L'Andria è stato escluso dal campionato e radiato dai ruoli federali FIGC a causa degli incidenti avvenuti durante la partita con il Potenza (per comportamento antisportivo).
Il Francavilla è stato poi ammesso in Serie C2 1978-1979 per delibera della F.I.G.C.. Inizialmente escluso dalla C2, causa spareggio perso con l'ex aequo Monopoli.

### Spareggi

#### Spareggio promozione
|          | Risultati |             | Luogo e data               |
| -------- | --------- | ----------- | -------------------------- |
| Monopoli | 0-0 (dts) | Francavilla | Campobasso, 28 maggio 1978 |
|          |           |             |                            |

## Girone I

### Classifica finale
|  | Pos. | Squadra         | Pt | G  | V  | N  | P  | GF | GS | DR  |
|  | ---- | --------------- | -- | -- | -- | -- | -- | -- | -- | --- |
|  | 1.   | Vittoria        | 47 | 34 | 18 | 11 | 5  | 44 | 23 | +21 |
|  | 2.   | Nuova Igea      | 44 | 34 | 18 | 8  | 8  | 40 | 25 | +15 |
|  | 3.   | Vigor Lamezia   | 43 | 34 | 16 | 11 | 7  | 51 | 24 | +27 |
|  | 4.   | Alcamo          | 43 | 34 | 16 | 11 | 7  | 28 | 17 | +11 |
|  | 5.   | Cosenza         | 40 | 34 | 15 | 10 | 9  | 33 | 27 | +6  |
|  | 6.   | Messina         | 39 | 34 | 12 | 15 | 7  | 33 | 21 | +12 |
|  | 7.   | Acireale        | 38 | 34 | 12 | 14 | 8  | 31 | 18 | +13 |
|  | 8.   | Modica          | 37 | 34 | 12 | 13 | 9  | 36 | 31 | +5  |
|  | 9.   | Terranova Gela  | 34 | 34 | 10 | 14 | 10 | 26 | 26 | 0   |
|  | 10.  | Mazara          | 33 | 34 | 11 | 11 | 12 | 24 | 28 | -4  |
|  | 11.  | Scicli          | 31 | 34 | 10 | 11 | 13 | 25 | 25 | 0   |
|  | 12.  | Megara Augusta  | 31 | 34 | 9  | 13 | 12 | 25 | 31 | -6  |
|  | 13.  | Leonzio         | 31 | 34 | 10 | 11 | 13 | 29 | 40 | -11 |
|  | 14.  | Canicattì       | 30 | 34 | 6  | 18 | 10 | 25 | 27 | -2  |
|  | 15.  | Milazzo         | 30 | 34 | 9  | 12 | 13 | 30 | 35 | -5  |
|  | 16.  | Termitana       | 28 | 34 | 6  | 16 | 12 | 20 | 31 | -11 |
|  | 17.  | Nuova Vibonese  | 20 | 34 | 6  | 8  | 20 | 22 | 49 | -27 |
|  | 18.  | Cantieri Navali | 13 | 34 | 4  | 5  | 25 | 19 | 63 | -44 |

Legenda:
      Promossa in Serie C2 1978-1979.
      Retrocessa in Promozione 1978-1979.
Regolamento:
Due punti a vittoria, uno a pareggio, zero a sconfitta.
Era in vigore il pari merito (tranne per la definizione delle promosse e retrocesse).
In caso di pari punti per l'attribuzione del primo posto in classifica si disputava uno spareggio.
In caso di pari punti in zona retrocessione si teneva conto della differenza reti generale.
Note:
Il Cosenza e il Messina sono stati poi ammessi in Serie C2 1978-1979 per delibera della F.I.G.C..